# Hadchit
Hadchit, otros nombres, Hadshit o Hadchite, (en árabe : حدشيت),  es un antiguo asentamiento fenicio situado en el distrito de Bsharri, de la Gobernación del Norte del Líbano, se encuentra a 126 kilómetros de Beirut, y a una altitud de 1.290 metros sobre el nivel del mar. Su población es de 3.900 habitantes, cuenta con tres escuela, no hay hospitales en Hadchit, hay cuatro empresas con más de cinco empleados. Está situado en el Valle de Qadisha , con vistas al sur del valle Wadi Qannoubine, la mayoría de sus pobladores son aderentes a la fe católica maronita.

## Demografía
Los habitantes de Hadchit eran una mezcla de muchos pueblos, la mayoría eran cananeos, fenicios y Aramiin, que más tarde se conoció como el siríaco .

## Historia
Hadchit antigua estaba muy ligada a Tiro, del gobierno bizantino, por lo que los indígenas estaban obligados a combatir en el ejército o encontrar empleo en esa histórica ciudad.